# Fernando Couto
Fernando Manuel Silva Couto (* 2. August 1969 in Espinho) ist ein portugiesischer Fußballspieler, der als erfahrener Innenverteidiger für zahlreiche europäische Spitzenclubs und die portugiesische Fußballnationalmannschaft gespielt hat.
Er wurde 2001 positiv auf Nandrolon getestet und deswegen für fünf Monate gesperrt. Im April 2007 wurde er aufgrund des italienischen Anti-Doping-Gesetzes zu 4000 Euro Geldstrafe verurteilt.

## Karriere

### Im Verein
Couto wurde als eines von acht Kindern im Jahr 1969 in Espinho geboren. Dort verbrachte er seine Kindheit und spielte beim ansässigen Verein Sporting de Espinho. Danach folgte der Verein Lusitânia de Lourosa, ehe er zum FC Porto wechselte. Dort war er zuerst in der Jugendabteilung, ehe er zur Saison 1987/88 zum Profikader der Drachen stieß. Gleich im ersten Jahr kam er zu seinem ersten Einsatz. Allerdings sollte dies auch sein einziger für diese Spielzeit bleiben. In den folgenden Jahren liehen ihn die FC-Verantwortlichen an den Drittligisten FC Famalicão und zur Universitätsmannschaft Académica Coimbra aus. Dort sollte er Erfahrung und Spielpraxis sammeln. 1990 kehrte er zum FC Porto zurück. Er konnte sich nun beim Spitzenklub durchsetzen und trug in den kommenden vier Jahren zum Gewinn von dreier portugiesischen Meisterschaften bei.
Im Sommer 1994 entschied er sich für einen Wechsel zum AC Parma in die Serie A. In seinem ersten Jahr bei den Italienern beeindruckte der Verein im UEFA-Pokal und drang bis ins Finale vor. Dort stand man dem Ligakonkurrent Juventus Turin gegenüber. Durch einen frühen Treffer im Hinspiel gewann Parma mit 1:0. Das Rückspiel am 17. Mai 1995 endete 1:1-Unentschieden. In beiden Partien absolvierte Couto die vollen 90 Minuten. Nach einer weiteren Saison verließ er den Verein nach der Spielzeit 1995/96 in Richtung Spanien. Für umgerechnet 5,5 Millionen Euro sicherte sich der FC Barcelona die Dienste des kompromisslosen Verteidigers. National konnte er zwei Mal die Copa del Rey (spanischer Pokal) und einmal die Meisterschaft mit den Katalanen gewinnen. Auch international feierte er Erfolge. Nach einem 1:0-Sieg gegen Paris Saint-Germain im Finale am 14. Mai 1997 gewann er den Europapokal der Pokalsieger.
1998 kehrt Couto dem spanischen Traditionsverein den Rücken und entschied wieder nach Italien zu wechseln. Beim Hauptstadtklub Lazio Rom unterschrieb er einen Vertrag und blieb dem Verein sieben Jahre treu. Auch mit den Römern sammelte er Titel. Wie schon 1997, stand er auch 1999 im Endspiel um den Europapokal der Pokalsieger. Im letzten Finale um diese Trophäe gewann seine Mannschaft mit 2:1 gegen Real Mallorca. Unter der Führung von Sven-Göran Eriksson wurde er im darauf folgenden Jahr italienischer Meister. Mit dem Sieg des Pokals in der gleichen Saison wurde das Double perfekt gemacht. 2004 gewann Couto den Pokal noch ein zweites Mal mit Lazio. Im Sommer 2005 wechselte er innerhalb Italiens und heuerte zum wiederholten Mal beim FC Parma (bis 2004 AC Parma) an. Sein letztes Spiel in der Serie A bestritt er am letzten Spieltag der Saison 2007/08 am 18. Mai 2008 im Alter von 39 Jahren. Im Anschluss gab er sein Karriereende bekannt. Mit elf Feldverweisen hat er in der historischen Statistik der Serie A eine sehr gehobenen Rang. Zum Ende der Saison 2007/08 lag er gleichauf mit zwei weiteren Spielern und nur drei hatten mehr.

### In der Nationalmannschaft
Aufgrund guter Leistungen wurde er im November 1986 in die U-18-Auswahl Portugals berufen. 1989 wurde Couto für das portugiesische Aufgebot zur Junioren-Fußballweltmeisterschaft der U-20 nominiert. Das Team schaffte es bis ins Finale des Turnieres und besiegte Nigeria. Mit diesem Sieg war die so genannte „Goldene Generation“ Portugals geboren. Neben Couto waren Spieler wie Luís Figo und Rui Costa dabei. Doch dieser Triumph war mehr Fluch als Segen und das Team verpasste die Qualifikation für die Fußball-Weltmeisterschaft 1994 und 1998. Bei der WM 2002 schied die Truppe bereits nach der Gruppenphase aus.
Erfolgreicher waren die Turniere auf europäischer Ebene. Bei der Fußball-Europameisterschaft 1996 in England erreichte Coutos Team das Viertelfinale. Vier Jahre später schied man im Halbfinale gegen den späteren Sieger Frankreich aus. Zur Euro 2004 im eigenen Land sollte Couto die Nationalmannschaft als Spielführer ins Turnier führen. Doch nach einer enttäuschenden Leistung bei der 1:2-Niederlage im Auftaktspiel gegen Griechenland wurde er von Nationaltrainer Luiz Felipe Scolari für die folgenden Spiele auf die Bank verbannt und durch Ricardo Carvalho ersetzt. Die Kapitänsbinde übernahm daraufhin Luís Figo. Portugal schaffte es bis ins Finale, konnte dort aber keine Revanche für das erste Spiel geben und verlor zum zweiten Mal gegen die Griechen.
Nach Ende des Turniers gab Couto seinen Rücktritt aus der Nationalmannschaft bekannt.

## Erfolge

### Im Verein
- Portugiesische Meisterschaft: 1987/88, 1991/92, 1992/93
- Portugiesischer Pokal: 1987/88, 1990/91, 1993/94
- Portugiesischer Supercup: 1991, 1993
- Spanische Meisterschaft: 1997/98
- Spanischer Pokal: 1996/97, 1997/98
- Spanischer Supercup: 1997
- Italienische Meisterschaft: 1999/2000
- Italienischer Pokal: 1999/2000, 2003/04
- Italienischer Supercup: 2000
- UEFA-Pokal: 1995/95
- Europapokal der Pokalsieger: 1996/97, 1998/99
- UEFA Super Cup: 1999

### In der Nationalmannschaft
- U-20-Weltmeister (1): 1989
- EM-Teilnahme (3): 1996, 2000, 2004
- WM-Teilnahme (1): 2002